# Sosnóvaia Maza
Sosnóvaia Maza (en rus: Сосновая Маза) és un poble de l'óblast de Saràtov, a Rússia, segons el cens del 2010 tenia 838 habitants. Pertany al districte municipal de Khvalinsk.